# Neriene liupanensis
Neriene liupanensis là một loài nhện trong họ Linyphiidae.
Loài này thuộc chi Neriene. Neriene liupanensis được Guo Tang & Da-xiang Song miêu tả năm 1992.